# Polskie Towarzystwo Chorób Płuc
Polskie Towarzystwo Chorób Płuc (PTChP) – lekarskie stowarzyszenie naukowe z siedzibą w Warszawie, założone w roku 1934 jako Polskie Towarzystwo Badań Naukowych nad Gruźlicą, zrzeszające pulmonologów oraz osoby posiadające wyższe wykształcenie związane z ochroną zdrowia w zakresie chorób płuc i gruźlicy, realizująca swoje cele statutowe na terenie Polski i zagranicy.

## Historia
Polskie Towarzystwo Chorób Płuc zostało założone 1934 jako Polskie Towarzystwo Badań Naukowych nad Gruźlicą. Początkowo miało tylko dwa oddziały w Łodzi i Wilnie, ale już w następnym roku otwarto oddział we Lwowie.  Pierwszym prezesem towarzystwa został Witold Eugeniusz Orłowski. W roku 1951 zostało przemianowane na Polskie Towarzystwo Ftyzjatryczne. W 2006 roku towarzystwo zmieniło nazwę na Polskie Towarzystwo Chorób Płuc.

## Współczesne cele statutowe
Towarzystwo zrzesza osoby związane z ochroną zdrowia lub badaniami naukowymi w zakresie chorób płuc. Celami towarzystwa są m.in.: tworzenie programów profilaktycznych, tworzenie standardów rozpoznawania, leczenia i zapobiegania chorobom płuc, prowadzenie i wspomaganie badań naukowych w zakresie chorób płuc oraz szerzenie oświaty zdrowotnej w zakresie chorób płuc i ich zapobiegania. 

## Prezesi
Prezesi Polskiego Towarzystwa Badań Naukowych nad Gruźlicą (1934-1951), Polskiego Towarzystwo Ftyzjatrycznego (1951-2006) i Polskiego Towarzystwa Chorób Płuc (2006- ):

- Witold Orłowski (1934-1937)
- Kazimierz Dąbrowski (1937-1938)
- Zdzisław Szczepański (1938-1939)
- Janina Misiewicz (1946-1949)
- Jan Stopczyk (1949-1953)
- Jadwiga Szustrowa (1953-1959)
- Stanisław Hornung (1959-1967)
- Wiwa Jaroszewicz (1967-1973)
- Paweł Krakówka (1973-1986)
- Jerzy Rożniecki (1986-1989)
- Andrzej Szymański (1989-1992)
- Michał Pirożyński (1992-2001)
- Jerzy Kozielski (2001-2006)
- Władysław Pierzchała (2006-2010)
- Dorota Górecka (2010-2014)
- Władysław Pierzchała (2014-2018)
- Paweł Śliwiński (2018-2022)
- Małgorzata Czajkowska-Malinowska (2022-

## Czasopisma
- Pneumonologia i Alergologia Polska (1926-1961 Gruźlica, 1962-1975 Gruźlica i Choroby Płuc, 1976-1990 Pneumonologia Polska, od 1991 Pneumonologia i Alergologia Polska)[1][3]